# Tigrane III
Pour les articles homonymes, voir Tigrane.
Tigrane III (en arménien Տիգրան Գ) est un roi d'Arménie de la dynastie artaxiade qui règne de 20 à 6 av. J.-C.,, (ou 12 av. J.-C. selon l'hypothèse minoritaire,). Fils cadet d'Artavazde II, il parvient au trône après le meurtre de son frère Artaxias II. Son règne est marqué par l'établissement pacifique du protectorat romain en Arménie. À sa mort, le trône est disputé entre les membres de sa famille.

## Biographie
En 34 av. J.-C., lorsque Marc Antoine fait arrêter son père, toute la famille subit le même sort (à l'exception d'Artaxias) et est envoyée en Égypte, à Alexandrie, où Artavazde est décapité en 30 av. J.-C. sur ordre de Cléopâtre. Il semble qu'Auguste, indigné par ce traitement, fait emmener la famille royale arménienne à Rome.
À la suite de la défaite de Marc Antoine lors de la bataille d'Actium en 31 av. J.-C., Artaxias récupère le trône d'Arménie avec l'aide de ses alliés parthes. Auguste ne voit cependant pas d'un bon œil ce roi pro-parthe (voire anti-romain), garde ses parents en otages, et charge en 20 av. J.-C. Tibère de le remplacer par son frère cadet Tigrane III, peut-être également à la demande des Arméniens. Artaxias est entre-temps assassiné par le parti pro-romain de sa cour. Tigrane III reçoit alors son diadème royal des mains de Tibère et règne jusqu'à environ 6 av. J.-C. ; à sa mort, une lutte de succession s'engage entre d'une part ses enfants Tigrane IV et Érato, et d'autre part Artavazde III, probablement un autre frère de Tigrane III.